# 세라핀 (텔레노벨라)
《세라핀》(스페인어: Serafín)은 1999년 방영된 멕시코의 텔레노벨라이다.